# Illens
Illens (Arlin  en patois fribourgeois) est une localité et une ancienne commune suisse du canton de Fribourg, située dans le district de la Sarine.

## Histoire
Illens appartenait à la seigneurie d'Arconciel jusqu'à l'annexion de celle-ci par Fribourg durant les guerres de Bourgogne. Un bailliage d'Illens fut ensuite constitué, avec Magnedens, Ecuvillens, Corpataux (rive gauche de la Sarine) et Treyvaux (rive droite), administré depuis Fribourg, comme les Anciennes Terres.
Granges d'Illens, qui est l'ancien domaine agricole du château (140 ha) jouissant d'un statut juridique particulier, fut érigé en commune en 1845. Particularité de cette ancienne commune, elle n'a jamais été peuplée par plus de trois ménages, cette dernière fut administrée avec la commune voisine de Rossens dès 1885. Les fondations de la chapelle romane dédiée à Saint-Nicolas, mentionnée en 1441, furent mises au jour en 1915 lors de la reconstruction du rural.
Au spirituel, Illens relevait de Farvagny avant de former une paroisse avec Rossens en 1876. La localité est mentionnée entre 1150 et 1276 environ comme lieu où furent signés des actes juridiques. En 1366, Pierre d'Aarberg, réputé pour ses actions violentes, habitait encore périodiquement au château. Guillaume de la Baume, chambellan de Charles le Téméraire, s'y fit construire en 1470 une résidence élégante et confortable (cheminées, lieux d'aisance) qui fut attaquée avant même son achèvement par les troupes bernoises et fribourgeoises, en prélude aux guerres de Bourgogne le 3 janvier 1475. Autour de 1900, sommairement couvert et aménagé, le château servit d'abri à une communauté de moines trappistes.
En 1972, Illens fusionne avec sa voisine de Rossens. Le 1er janvier 2016, cette dernière fusionne à nouveau avec Corpataux-Magnedens, Farvagny, Le Glèbe et Vuisternens-en-Ogoz pour former la nouvelle commune de Gibloux.

## Patrimoine bâti
Les ruines du château d'Illens, perchées sur une paroi de rocher dans un méandre de la rivière, font face au bourg disparu d'Arconciel qui gardait l'accès au gué (ou pont ?) sur la rive droite de la Sarine.

## Toponymie
Ancien nom allemand : Illingen

## Démographie
Illens comptait 29 habitants en 1850, 16 en 1900, 15 en 1950, 11 en 1970.